# Dans la tourmente (film, 1919)
Pour les articles homonymes, voir Dans la tourmente.

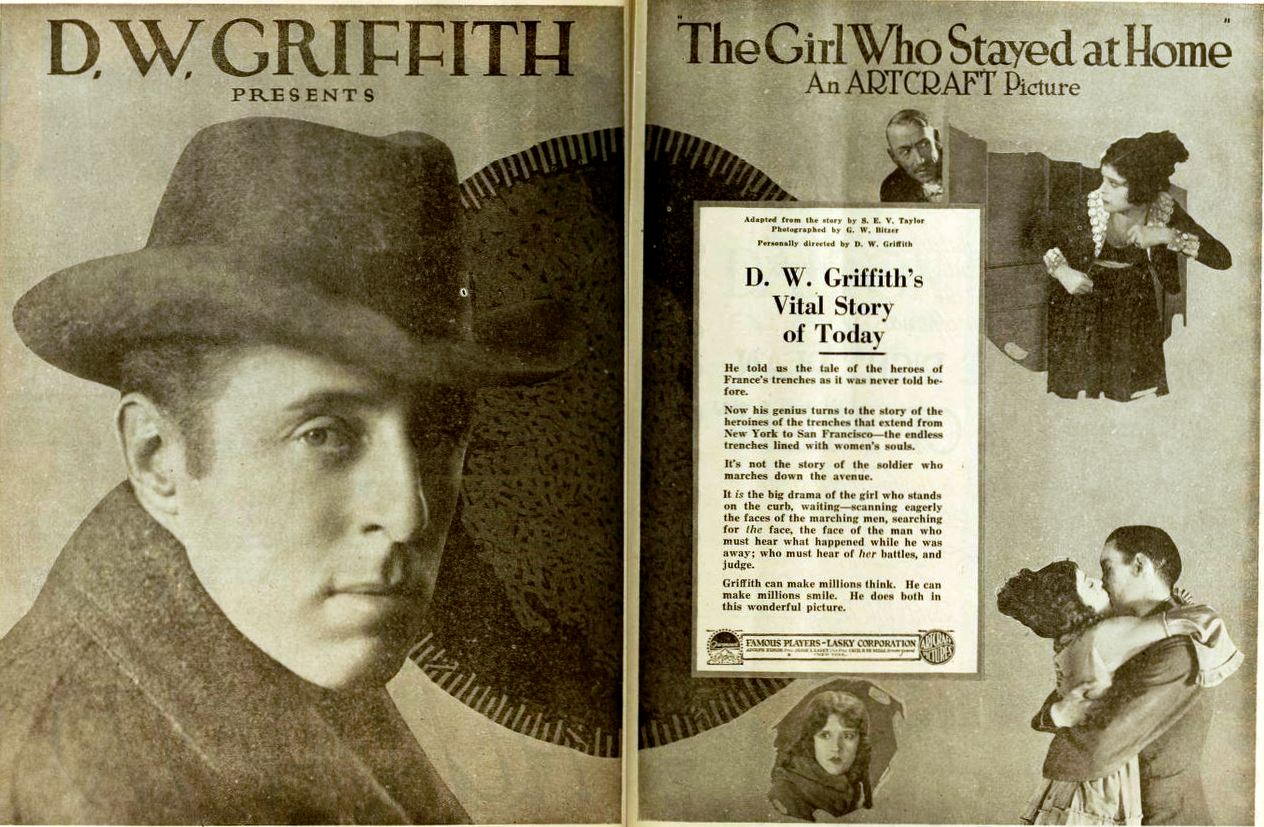
Annonce du film dans le magazine Moving Picture World en mars 1919.

Dans la tourmente (The Girl Who Stayed at Home) est un film américain réalisé par D. W. Griffith et sorti en 1919. C'est le premier grand rôle pour l'actrice Carol Dempster.

## Synopsis
Ralph Gray visite la France avec son père, un constructeur naval, et tombe amoureux de Blossom, la petite-fille de l'ami de son père, un vétéran de la guerre civile. Blossom, cependant, est fiancée à un noble français connu sous le nom de Monsieur Le France. Lorsque la guerre éclate, Ralph s'engage dans l'armée, tandis que son frère Jim, un séducteur connu sous le nom d'Oily, est enrôlé de force.

## Fiche technique
- Titre original : The Girl Who Stayed at Home
- Réalisation : D. W. Griffith
- Scénario : Stanner E. V. Taylor, D. W. Griffith
- Producteur : 	D. W. Griffith
- Photographie : G. W. Bitzer
- Montage : James Smith
- Distributeur : Paramount Pictures
- Durée : 7 bobines
- Date de sortie : 23 mars 1919

## Distribution
- Adolph Lestina : Mr. France
- Carol Dempster : Atoline France
- Frances Parks : The Chum
- Richard Barthelmess : Ralph Grey
- Robert Harron : James Grey
- Syn De Conde : Conte de Brissac
- George Fawcett : Edward Grey
- Kate Bruce : Mrs. Edward Grey

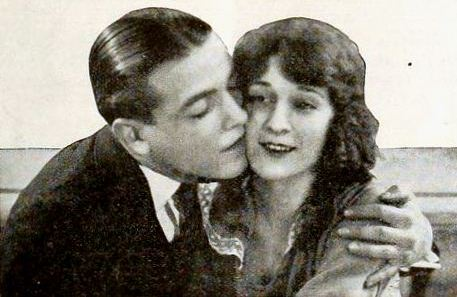
Richard Barthelmess et Carol Dempster dans le magazine Film Fun en juin 1919.

- Edward Peil Sr. : Turnverein Terror
- Clarine Seymour : Cutie Beautiful
- Tully Marshall : Cutie's Old Friend
- David Butler
- Joseph Scott : lui-même
- E. H. Crowder : lui-même
- General March : lui-même